# Laurel (Delaware)
Laurel és una població dels Estats Units a l'estat de Delaware. Segons el cens del 2000 tenia 3.668 habitants.

## Demografia
Segons el cens del 2000, Laurel tenia 3.668 habitants, 1.389 habitatges, i 957 famílies. La densitat de població era de 853,1 habitants/km².
Dels 1.389 habitatges en un 37,9% hi vivien nens de menys de 18 anys, en un 39,4% hi vivien parelles casades, en un 26,1% dones solteres, i en un 31,1% no eren unitats familiars. En el 26,4% dels habitatges hi vivien persones soles el 12% de les quals corresponia a persones de 65 anys o més que vivien soles. El nombre mitjà de persones vivint en cada habitatge era de 2,64 i el nombre mitjà de persones que vivien en cada família era de 3,19.
Per edats la població es repartia de la següent manera: un 33,2% tenia menys de 18 anys, un 10,6% entre 18 i 24, un 26,5% entre 25 i 44, un 16,7% de 45 a 60 i un 12,9% 65 anys o més.
L'edat mediana era de 30 anys. Per cada 100 dones de 18 o més anys hi havia 72,9 homes.
La renda mediana per habitatge era de 28.321 $ i la renda mediana per família de 30.329 $. Els homes tenien una renda mediana de 28.006 $ mentre que les dones 18.550 $. La renda per capita de la població era de 13.594 $. Aproximadament el 18,7% de les famílies i el 21,2% de la població estaven per davall del llindar de pobresa.

## Poblacions properes
El següent diagrama mostra les poblacions més properes.